# José Mazarías
José Mazarías Pérez (Segovia, 4 de enero de 1964) es un político y maestro español perteneciente al Partido Popular. Alcalde de Segovia desde las elecciones de 2023, cuando quedó primero a un concejal de la mayoría absoluta. En el pasado también fue concejal por este mismo partido en Trescasas además de Delegado Territorial de la Junta de Castilla y León en Segovia.

## Biografía
Nació en Segovia el 4 de enero de 1964, siendo uno de los tres hijos de Angel Mazarías Marugán y Amalia Pérez Bayón. Está casado con María José Sanz Brovia y tiene dos hijas, Elena y Paula, que fueron candidatas cuneras (no electas) en las elecciones municipales de 2019 a Bernardos y Aldealengua de Santa María respectivamente.
Estudió en el instituto segoviano IES Andrés Laguna, después se matriculo en la Universidad Autónoma de Madrid, donde se tituló en 1985 en Magisterio con la especialidad de Filología Francesa. Después, en 1992, se especializó en Magisterio Educación Física.
Es funcionario de carrera (maestro) y antes de su liberación para la dedicación exclusiva en la política, ejercía como profesor de Lengua Castellana y Literatura para primero y segundo de Educación Secundaria Obligatoria en el instituto segoviano IES Francisco Giner de los Ríos.
También fue socio único de una empresa dedicada a a comercializar productos de publicidad llamada Publiempresa Segovia SL. Esta sociedad limitada unipersonal que fundó el 8 de marzo de 2006, cambió el 2 de diciembre de 2019 su administración a manos de su mujer, María José Sanz Brovia, que ostenta su dirección desde entonces y que también es profesora de filología, en este caso inglesa.

### Trayectoria política
Fue candidato al Congreso de los Diputados en el tercer puesto para las primeras elecciones generales de 2019 con el Partido Popular, pero no consiguió escaño.
En las elecciones municipales de 2019 fue propuesto por el PP a la alcaldía de Segovia. En esta ocasión, el partido optó por el también propuesto Pablo Pérez Coronado, quién no consiguió llegar a la alcaldía.
Finalmente en estas mismas elecciones se presentó en el municipio aledaño de Trescasas, donde tiene su residencia. Aquí tan solo obtuvo 2/9 concejales (28% de los votos), consiguiendo el peor resultado del Partido Popular en el municipio. Poco después de recoger el acta de concejal dimitió para ser designado por la Junta de Castilla y León como Delegado Territorial de la provincia.
En su mandato autonómico prometió para Segovia la inversión para recuperar la Escuela de enfermería, terminar el instituto de San Lorenzo (tras más de 15 años en obras), una nueva residencia geriátrica pública, un nuevo centro de salud en Nueva Segovia y un segundo hospital para la provincia, la única de la autonomía que solo cuenta con uno. Aunque esté último proyecto terminó reduciéndose a ampliar el actual Complejo Asistencial. Solamente se cumplió la primera propuesta, estando en marcha el Grado en Enfermería desde el curso 2023-24.
De cara a las elecciones municipales de 2023 fue finalmente designado candidato a la alcaldía de Segovia para disputar el puesto a la actual alcaldesa socialista Clara Martín, antigua alumna suya en su etapa de profesor. Presentó una lista de concejales con nuevos nombres bajo el lema #Maza23 y una canción de campaña compuesta por el compositor segoviano Mon Monroy, hermano de uno de los ediles. Fue cesado a decisión propia como Delegado Territorial un día antes del inicio de la campaña electoral, el 11 de mayo de 2023.
Tras ganar las elecciones consiguiendo 12 de 25 concejales, el voto en blanco de Noemí Otero (Ciudadanos) facilitó su proclamación como alcalde en minoría devolviendo la alcaldía segoviana al Partido Popular 24 años después.

### Críticas a su gestión

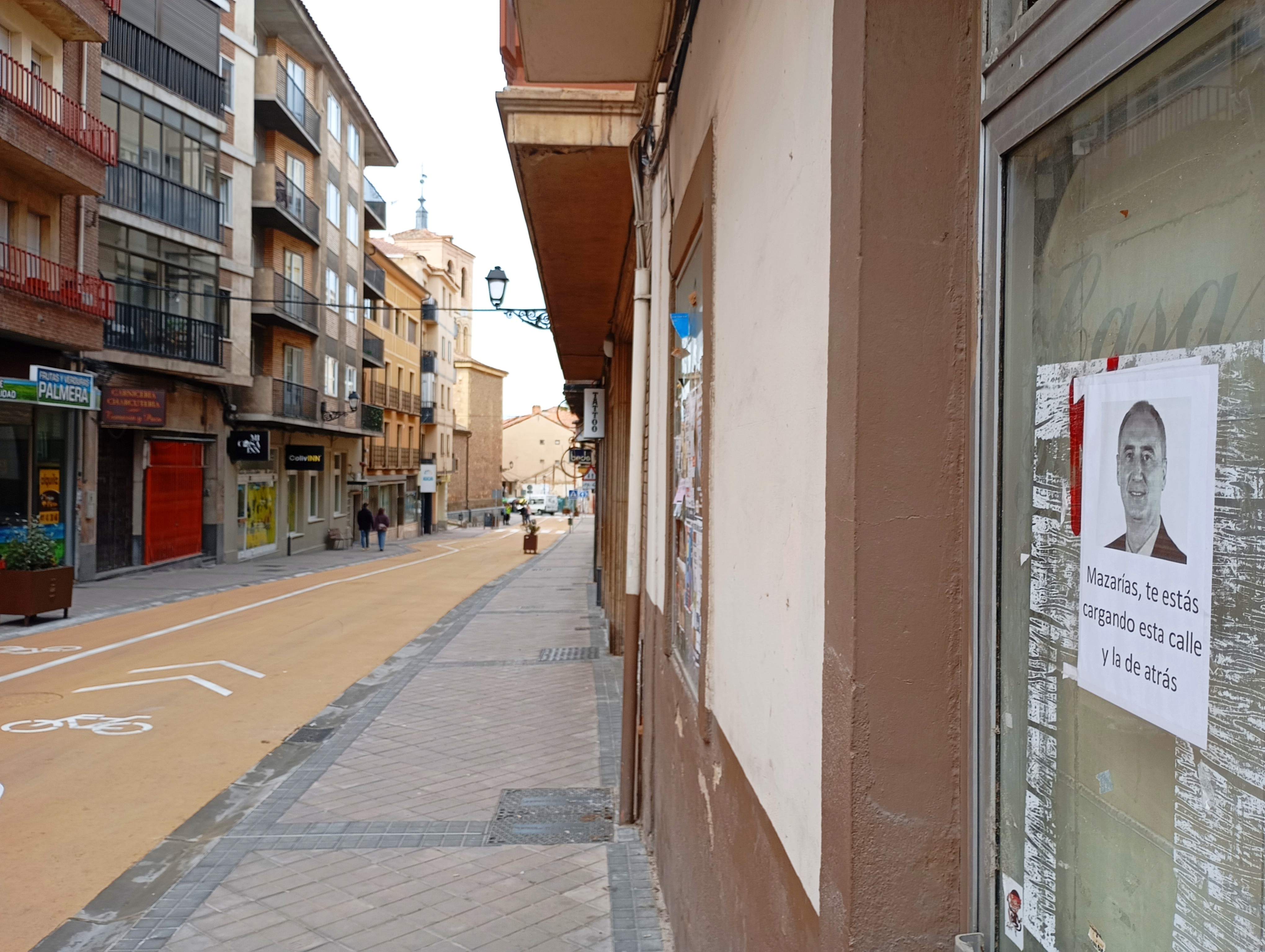
Calle Blanca de Silos reformada en el mandato de Mazarías, en la que se sitúa un cartel muy crítico con el resultado de esa obra

Nada más entrar en la alcaldía anunció medidas contrarias a su programa electoral como: la reducción del tráfico en el centro de la ciudad,el mantenimiento de los carril-bici del gobierno anterior y el aumento del gasto salarial, liberando más concejales y aumentando las retribuciones hasta casi el máximo permitido por ley. Además, subieron el importe de las dietas por acudir a los plenos. Esto supone un aumento del gasto de casi un 500%.
Fue precisamente Noemí Otero quien criticó dichas medidas recordándole al nuevo alcalde que "gobierna en minoría" y gracias a su abstención.
En campaña electoral prometió levantar una residencia geriátrica municipal en el antiguo hospital policlínico. Ya estando en el cargo se supo que el edificio está cedido para el uso sanitario a SACYL, quien lo rechazó, siendo Mazarías delegado de la Junta de Castilla y León en Segovia.
En noviembre de 2023 anunció el nuevo contrato de vehículos oficiales del ayuntamiento con un importe de 119.000 euros por un renting de 4 años, adquiriendo dos coches híbridos nuevos. Antes de ganar las elecciones, su partido (PP), había criticado que el Ayuntamiento de Segovia tuviera coches oficiales, considerándolo gasto innecesario.
En diciembre de 2023, con las fiestas navideñas, se puso en marcha el cambio en la gestión de iluminación y mercadillos. Hasta entonces el centro de atención se había localizado en el acueducto y en la Plaza Mayor, siendo las zonas más turísticas. Sin embargo el gobierno municipal decidió cambiarlo a otra ubicación que tuvo escasa relevancia, muchas críticas y culminó con la explosión de un puesto de venta de churros por deficiencias en la instalación.
En la primavera de 2024 planteó cambiar el recinto ferial a un antiguo terreno militar para la festividad local de junio. El nuevo emplazamiento, no solamente es más pequeño sino que ya albergó un parking que tuvo que ser cerrado por falta de seguridad en 2016. Por su parte, los feriantes anunciaron que no acudirían si las ferias se establecían en este lugar.A pesar de ello, el planteamiento nuevo se mantuvo hasta principios de junio, cuando decidieron recular y mantener la ubicación de los anteriores años. 
En agosto de 2024 convirtió en peatonal la calle Blanca de Silos, de unos 180 metros de longitud, alegando la creación de un boulevard a pesar de que no cumple el criterio arquitectónico para serlo. Esta calle es continuación de la Avenida de la Constitución e implica desviar el tráfico a través de vías estrechas adoquinadas en mal estado, provocando ruidos y molestias a los vecinos de esas calles.En la operación eliminó unas 40 plazas de aparcamiento en esta calle, a pesar de que es una zona donde los edificios no tienen garajes.
Además, a finales de agosto de 2024 se celebró un mercado romano organizado por el ayuntamiento en la zona centro, a los pies del acueducto. La polémica se inició solo con anunciarlo dado que el PP había criticado las ferias y mercados anteriores en esa ubicación alegando que no era el sitio donde hacerlos y proponiendo el Paseo del salón como alternativa. En esta ocasión, las dimensiones dispersión del evento supusieron quejas por parte de otros concejales, comerciantes e incluso, servicios de emergencias porque se había cortado el paso teniendo que rodear la ciudad. Las ambulancias pasaron a retrasar la llegada al hospital más de 10 minutos con este rodeo y se publicaron vídeos con las complicaciones sufridas.
En las navidades de 2024 el ayuntamiento aumentó el gasto de iluminación navideña sin acuerdo en pleno municipal y sin estar dentro del presupuesto anual. Fue criticado duramente por la oposición dado que el PP había protestado pro el gasto en iluminación en los años anteriores a pesar de ser la mitad que el de 2024. Además, el sobrecoste se debió a la instalación de luminarias alquiladas a la feria valenciana, no siendo iluminación navideña.

## Resultados electorales
| Candidatura | Candidatura      | Elección | Cámara            | Circunscripción | Partido | N.º en la lista | Votos  | %     | Posición | Elegido                |
| ----------- | ---------------- | -------- | ----------------- | --------------- | ------- | --------------- | ------ | ----- | -------- | ---------------------- |
|             | Beatriz Escudero | 2019     | Congreso          | Segovia         | PP      | 3.º             | 24.853 | 26,87 | 2.º      | No                     |
|             | José Mazarías    | 2019     | Ayto de Trescasas | Trescasas       | PP      | 1.º             | 175    | 28    | 2.º      | Sí concejal No alcalde |
|             | José Mazarías    | 2023     | Ayto de Segovia   | Segovia         | PP      | 1.º             | 11.071 | 44,57 | 1.º      | Sí concejal Sí alcalde |
| Fuentes     |                  |          |                   |                 |         |                 |        |       |          |                        |